# Epomops franqueti
Il pipistrello della frutta dalle spalline di Franquet (Epomops franqueti  Tomes, 1860) è un pipistrello appartenente alla famiglia degli Pteropodidi, diffuso nell'Africa subsahariana.

## Descrizione

### Dimensioni
Pipistrello di medie dimensioni con la lunghezza della testa e del corpo tra 110 e 180 mm, la lunghezza dell'avambraccio tra 77 e 101 mm, la lunghezza della coda fino a 1 mm, la lunghezza del piede tra 21 e 28 mm, la lunghezza delle orecchie tra 23 e 27 mm, un'apertura alare fino a 60 cm e un peso fino a 172 g.

### Aspetto
La pelliccia è corta, soffice e leggermente lanuginosa. Le parti dorsali sono fulve, marroni chiare o bruno-rossastre, le spalle e la nuca sono talvolta bruno-grigiastre, mentre le parti ventrali sono più chiare, biancastre sull'addome e il petto. Sono presenti due ciuffi di lunghi peli bianchi intorno a delle ghiandole situate su ogni spalla. Il muso è lungo e largo, gli occhi sono grandi. Le labbra e le guance sono carnose ed espansibili. Le orecchie sono corte, con l'estremità arrotondata, marroni scure e con due macchie bianche alla base anteriore e posteriore. Le ali sono marroni o marroni scure ed attaccate posteriormente alla base del secondo dito del piede. La coda è rudimentale o assente, mentre l'uropatagio è ridotto ad una sottile membrana lungo la parte interna degli arti inferiori. Sono presenti 3 creste palatali inter-dentali continue e 5-8 post-dentali sottili e divise in due. Il cariotipo è 2n=35 negli esemplari del Gabon, 36 in quelli del Camerun FNa=66.

## Biologia

### Comportamento
Di giorno si rifugia singolarmente o in coppie tra il denso fogliame di grandi alberi come quelli del genere Terminalia e talvolta nei cepugli, più frequentemente vicino a fonti d'acqua. Il volo è lento e manovrato ed effettuato attraverso la volta forestale e vicino al suolo. Può spiccare il volo da terra. I maschi stabiliscono dei territori di circa 200 metri di diametro nei quali si esibiscono in rituali di corteggiamento e vocalizzazioni rumorose per attrarre le femmine.

### Alimentazione
Si nutrono di frutta di Mango, Annona, Terminalia catappa, Avocado, specie di Artocarpus e di Ficus, Guava e Solanum torvum. È un importante impollinatore.

### Riproduzione
Danno alla luce un piccolo alla volta due volte l'anno a marzo e settembre dopo una gestazione di 5-6 mesi. Vengono svezzati dopo alcune settimane prima del parto successivo.

## Distribuzione e habitat
Questa specie è diffusa in Costa d'Avorio sud-orientale, Ghana, Togo, Benin e Nigeria meridionali; Camerun, Guinea Equatoriale, Gabon, Congo, Repubblica Democratica del Congo, Uganda occidentale, Repubblica Centrafricana meridionale, Angola e Zambia settentrionali.
Vive nelle foreste tropicali umide e secche, foreste secondarie ed altri ambienti degradati, vegetazione montana, boschi di Isoberlinia e miombo. 

## Conservazione
La IUCN Red List,considerato il vasto Areale e la popolazione numerosa, classifica E.franqueti come specie a rischio minimo (Least Concern)).